# هنداوی
هنداوی (انگلیسی: Hindawi) شرکت انتشارات مصری بریتانیایی است، که در سال ۱۹۹۷ توسط احمد هنداوی تأسیس شد.